# Социјална дистанца
Социјална дистанца је мера блискости или удаљености појединца или појединаца у односу на неку друштвену или етничку групацију. Сматра се да социјална дистанца појединаца зависи од емотивне компоненте етничких ставова за које се сматра да утичу на јављање предрасуда. Уколико је социјална дистанца већа, тим више утиче на понашање у заједници, односно на немогућност социјалне комуникације и учешћа у заједничким програмима који су намењени унапређењу општих услова живота. Социјална дистанца је променљива категорија и често је под утицајем средстава масовног комуницирања или других чинилаца. Најважнији инструмент за мерење ове појаве је Богардусова скала социјалне дистанце.